# Ali Karimi
Mohammad Ali Karimi Pashaki (phát âm tiếng Farsi: /ɑli kʲæriˈmi/, sinh ngày 8 tháng 11 năm 1978) là một cựu cầu thủ bóng đá của đội tuyển quốc gia Iran đã giã từ sự nghiệp thi đấu bóng đá. Anh đã từng chơi cho nhiều câu lạc bộ trong và ngoài nước như Fath Tehran, Persepolis, Al-Ahli Dubai, Bayern Munich, Qatar SC, Steel Azin, Schalke 04, Tractor Sazi. Trong thời gian khoác áo đội tuyển quốc gia Iran, anh đã ghi được 38 bàn thắng trong 127 lần ra sân. Năm 2004, Ali Karimi trở thành cầu thủ thứ tư của Iran giành danh hiệu Cầu thủ châu Á của năm. Anh tuyên bố giải nghệ vào cuối mùa giải 2013-14 khi đang khoác áo cho câu lạc bộ Tractor Sazi của Iran, và vào ngày 11 tháng 4 năm 2014, anh đã chơi trận đấu cuối cùng trong sự nghiệp 18 năm thi đấu của mình.
Sự nghiệp thi đấu chuyên nghiệp của Karimi bắt đầu với câu lạc bộ Fath Tehran, nơi anh đã có lần đầu tiên ra mắt đội bóng vào năm 1996 ở tuổi 18, sau đó đã chơi ba mùa bóng tại câu lạc bộ khác trong nước là Persepolis, giúp câu lạc bộ hai lần vô địch tại Giải bóng đá Iran trong mùa giải 1998-99, 2000-01 và một lần đăng quang Hazfi Cup. Vào tháng 7 năm 2001, Karimi đã ký hợp đồng có thời hạn hai năm với câu lạc bộ đang thi đấu tại giải UAE Pro League là Al-Ahli Dubai. Trong thời gian thi đấu tại Al-Ahli, Karimi đã giành hai danh hiệu vô địch cùng đội bóng, và là tay săn bàn hàng đầu trong mùa giải 2003-04, một thành tích ấn tượng đối với một tiền vệ. Sau khi rời câu lạc bộ vào năm 2005 khi đang ở độ tuổi 26, Karimi đã bất ngờ ký hợp đồng khi tới châu Âu thi đấu cho câu lạc bộ Bayern Munich. Tại câu lạc bộ, anh thi đấu tương đối thành công khi giành danh hiệu vô địch Bundesliga và Cúp quốc gia ở mùa giải 2005-06. Sau đó, anh lại tái ngộ với huấn luyện viên Felix Magath và giành tiếp một cúp quốc gia Đức nữa với Schalke 04. Karimi đã kết thúc sự nghiệp khi trở về Iran thi đấu tại câu lạc bộ Persepolis và Tractor Sazi, và anh cũng đã giành thêm được chức vô địch Hazfi Cup tại mùa giải cuối cùng trong sự nghiệp của mình, mùa giải 2013-14.

## Giải thưởng và danh hiệu

### Câu lạc bộ
Persepolis
- Giải bóng đá Iran: 1998–99, 2000–01, Á quân 1999–00
- Hazfi Cup: 1998–99, Á quân 2012–13

Bayern Munich
- Bundesliga: 2005–06
- DFB-Pokal: 2005–06

Al-Ahli
- UAE Pro League: Á quân 2003–04
- UAE Cup: 2001–02, 2003–04

Schalke 04
- DFB-Pokal: 2010–11

Tractor Sazi
- Hazfi Cup: 2013–14

### Quốc gia
- Đại hội Thể thao châu Á: 1998
- Giải bóng đá Vô địch các quốc gia Tây Á: 2000, 2004
- AFC/OFC Cup Challenge: 2003
- Asian Cup: giành vị trí thứ ba năm 2004

### Cá nhân
- Cầu thủ châu Á của năm: 2004; Á quân 2012
- Cầu thủ trẻ châu Á của năm: 2012
- Tốp tay săn bàn hàng đầu tại Asian Cup: 2004
- Đội hình sao của Asian Cup: 2004
- Cầu thủ ghi bàn hàng đầu tại Giải bóng đá vô địch UAE: 2003–04
- AFC/OFC Cup Challenge MVP: 2003